# JPL Production
Pour les articles homonymes, voir JPL (homonymie).
Anciennement JPL Vidéo, société canadienne de postproduction fondée en 1965 par Jean-Paul Ladouceur, elle change de domaine de compétence et devient JPL Production, société de production de programmes de télévision canadienne, filiale du groupe TVA qui l'a acquise en 1997.
Le 19 mars 2008, JPL devient TVA Productions, afin de donner à l'entreprise un nom plus familier, les initiales JPL restant un mystère pour le grand public.
La société produit notamment les émissions de télévision Le Banquier, Salut Bonjour, Tout simplement Clodine, La poule aux œufs d'or et Star système.